# Гірняк Мар'яна Олегівна
Мар'яна Олегівна Гірняк (нар. 28 червня 1981, м. Львів, Україна) — українська літературознавиця, доцентка катедри теорії літератури та порівняльного літературознавства філологічного факультету Львівського національного університету імені Івана Франка. Авторка понад 70 наукових праць, серед яких – 4 монографії (1 індивідуальна і співавторка 3-х колективних), 2 наукові переклади, а також статті, переважна більшість яких опублікована в українських та закордонних журналах, що входять до Переліку фахових видань та/або зафіксовані в наукометричних базах даних.

## Біографія
Народилася 28 червня 1981 р. у м. Львові. 1997 року закінчила середню школу № 63 м. Львова. Призер Всеукраїнських учнівських (1996, 1997) та студентських (2001, 2002) олімпіад з української мови і літератури. Переможець ІІ Міжнародного конкурсу з української мови імені Петра Яцика (2002).
2002 року завершила навчання на філологічному факультеті Львівського національного університету імені Івана Франка за спеціальністю «українська мова та література». 
2002–2005 рр. — навчання в аспірантурі на кафедрі теорії літератури та порівняльного літературознавства ЛНУ ім. І. Франка.
2006 року захистила кандидатську дисертацію на тему «Диверсифікація авторської свідомості в інтелектуальній прозі В. Домонтовича» (за спеціальністю 10.01.06 – теорія літератури; науковий керівник — доцентка Марія Зубрицька; Інститут літератури ім. Т. Г. Шевченка НАН України (Київ)). 2005–2008 рр. — асистентка кафедри теорії літератури та порівняльного літературознавства ЛНУ ім. І. Франка.
3 2008 р. — доцентка кафедри теорії літератури та порівняльного літературознавства ЛНУ ім. І. Франка.
2011 року присвоєно вчене звання доценти кафедри теорії літератури та порівняльного літературознавства. 
2010–2021 рр. — відповідальний секретар наукового періодичного видання «Вісник Львівського університету. Серія філологічна».
З 2016 р. — членкиня Наукового товариства ім. Шевченка. Багаторазовий член журі обласного конкурсу-захисту науково-дослідницьких робіт учнів МАН, обласної учнівської олімпіади з української мови і літератури, обласного конкурсу молодих прозаїків імені Катрі Гриневичевої.
Проходила наукове стажування у Яґеллонському (Польща) та Віденському (Австрія) університетах. У рамках міжнародної програми обміну викладачами Erasmus+ читала лекції в Університеті м. Тарту (Естонія). Учасниця конференцій та семінарів у Німеччині, Польщі та Чехії.

## Публікації
Монографії:
- Гірняк М. Таємниця роздвоєного обличчя: Авторська свідомість в інтелектуальній прозі Віктора Петрова-Домонтовича. Львів: Літопис, 2008. 286 с.

Колективні монографії:
- Гірняк М. Жанротворча функція образу митця в романі «Шрами на скалі» Романа Іваничука // Література та історія: антропос – топос – тропос: монографія / редакційна колегія: М. Гнатюк (голова), О. Галета, М. Гірняк, У. Федорів. Львів: ЛНУ ім. Івана Франка, 2023. С.  332-351.
- Гірняк М. «Пропащий чоловік» Михайла Павлика: трагедія «доброї людини» // Творець нового культурного українства: Михайло Павлик. До 170-річчя від дня народження: колективна монографія / відп. ред. А. Швець; Інститут Івана Франка НАН України та ін. Львів; Івано-Франківськ, 2023. С.210–219.
- Гірняк М. Митець у творах Віктора Домонтовича: художній образ та філософія світовідчування // Віктор Петров: мапування творчості письменника: колективна монографія / ред. К. Ґлінянович, П. Крупа, Й. Маєвська. Краків: Universitas, 2020.  С. 285 – 302.

Наукові переклади:
- Рікер П. Що таке текст? Пояснення і розуміння (переклад Мар’яни Гірняк) // Антологія світової літературно-критичної думки ХХст. /за ред. М. Зубрицької. 2-е вид. – Львів: Літопис, 2002. – С.305-323. (за виданням: A Ricoeur Reader: Reflection and Imagination /ed. by M.J. Valdés. – Toronto; Buffalo: University of Toronto Press, 1991. – P.43-64.)
- Еко У. Роль читача. Дослідження з семіотики текстів /Пер. з англ. Мар’яни Гірняк. – Львів: Літопис, 2004. – 384с. (за виданням: Eco The Role of the Reader. Explorations in the Semiotics of Texts. – Bloomington: Indiana University Press, 1984. – 273p.).

Навчальні посібники:
- Гірняк М. О. Методичні рекомендації до курсу «Семіотика» для студентів магістратури філологічного факультету спеціальності «літературна творчість» / Гірняк Мар’яна Олегівна. – Львів : Видавничий центр Львівського національного університету імені Івана Франка, 2010. – 70 с.

Наукові статті:
1. Гірняк М. Між історією та мітом: таємниці роману Зінаїди Тулуб «Людолови» / Передмова //Тулуб З. Людолови: роман: у 2 т. Київ: Віхола, 2024. Т.1. С. 7–30.
2. Гірняк М. «Як будувати Рідну Хату»: національне питання в романі «Лель і Полель» Івана Франка // Україна: культурна спадщина, національна свідомість, державність. Львів, 2023. Вип. 38. С.289 – 303.
3. Гірняк М.О. Геопоетика роману Павла Загребельного «Безслідний Лукас»: від соціокультурних та геополітичних стереотипів до інтелектуальних кодів // «Літати небом. Жити на Землі. Геопоетичні стратегії сучасних літературознавчих досліджень»: матеріали міжнародної наукової конференції (28–29.09. 2023 р.) / [ред. кол. О. П. Новик, О. Д. Харлан]. Бердянськ: БДПУ, 2023. С.84–87.
4. Гірняк М. Інтелектуальний код художньої прози Івана Франка: вимір проблематики // Studia methodologica. 2023. No.55. C.20 – 38.
5. Гірняк М. Між почуттям та інтелектом: філософія любові в романі Євгена Плужника «Недуга» // Слово і Час. 2022. №5(725). С.76 – 93.
6. Гірняк М. Імпліцитний діалог у романі Івана Франка «Перехресні стежки» // Українське літературознавство. Вип.86. 2022. С.51–65.
7. Hirnyak M. Dialogue with the Bible in the Verse Dramas by Lesya Ukrainka: Philosophical Reflections and Dominant Symbols // Respectus Philologicus. Vilnius: Vilnius University Press, 2022. No. 41(46). PP.167 – 179
8. Гірняк М. Між свободою духу та «підмурівками» духовності: амбівалентність образу митця у драматичних поемах Лесі Українки // Волинь філологічна: текст і контекст. Вип. 32: Леся Українка: особистість, нація, світ. Луцьк: ВНУ імені Лесі Українки, 2021. С. 9 – 34.
9. Гірняк М. Літературознавчі рефлексії серед поезії гірських пленерів [Рецензія на: «Поезії дивнії чари». Франкознавчі та інші студії / НАН України, Інститут Івана Франка; [відповід. ред. А. Швець; наук. ред. : К. Дронь, І. Котик, М. Лапій; передм. А. Швець; редкол.: Є. Нахлік (гол.) та ін.]. Львів, 2020. 392 с.] // Слово і Час. – 2021. – № 2(716). – С. 113 – 115.
10. Гірняк М. Між експериментом та інтелектуальним письмом: гра з літературною традицією у романі Майка Йогансена „Подорож ученого доктора Леонардо і його майбутньої коханки прекрасної Альчести у Слобожанську Швайцарію” // Studia Ucrainica Varsoviensia. – 2020. – T. 8. – С.217 – 232.
11. Гірняк М. Символ світла в романі «Отчий світильник» Романа Федоріва // Слово і Час. – 2020. – № 6 (714). – С.31 – 46.
12. Гірняк М. Символи-домінанти у романах Романа Іваничука «Вода з каменю» та «Саксаул у пісках»: семіотичні механізми та параболізація тексту // Українське літературознавство. – 2020. – Вип.85. – C. 208–226.
13. Гірняк М. “Quid est Veritas?”Наталени Королевої: комунікативні стратегії та прагматика тексту // Вісник Львівського університету. Серія філологічна. – 2019. – Вип.70. – С.114 – 131.
14. Гірняк М. «Можливі світи» роману Івана Франка «Не спитавши броду» // Іван Франко: «Я єсть пролог…» : матеріали Міжнародного наукового конгресу до 160-річчя від дня народження (Львів, 22-24 вересня 2016 р.) : у 2 т. Т. 1. – Львів : ЛНУ імені Івана Франка, 2019. – С. 631–643.
15. Гірняк М. Митець у творах Віктора Домонтовича: від марґінального до центрального // Віктор Петров-Домонтович: мапування творчості письменника [Wiktor Petrow-Domontowycz: mapowanie twórczości pisarza]: Програма Міжнародної наукової конференції [Program Międzynarodowej Konferencji Naukowej] (Краків, 6–7/ 06 2019). – Kraków, 2019. – S.32.
16. Гірняк М. О. Філософські інкрустації в романі Пантелеймона Куліша «Чорна рада» // Закарпатські філологічні студії. – Ужгород, 2019. – Вип. 11. – Т. 2. – С. 90–97.
17. Гірняк М. Від історіософії до філософії людини: інтелектуальні пошуки в романі Леоніда Мосендза «Останній пророк» //Записки Наукового товариства імені Шевченка. – Т. CCLXXII. Праці філологічної секції. –  Львів, 2019. – С. 204–215.
18. Гірняк М. Деконструювання традиційного наративу як інтелектуальна гра в романі Ґео Шкурупія «Двері в день» // Вісник Львівського університету. Серія філологічна. – 2018. – Вип. 67. – Ч. 2. – С. 172–183.
19. Гірняк М. Символічний простір гори у повісті Романа Іваничука «Сьоме Небо» // «Дивлячись на цей гірський світ»: літературознавчий збірник / НАН України, Інститут Івана Франка, Наукове товариство ім. Шевченка. – Львів, 2018. – С. 99 – 111.
20. Гірняк М. Діалогічність у структурі притчових оповідань Івана Франка // Українське літературознавство. – 2018. – Вип.83. – С.52 – 64.
21. Гірняк М. Від Іншого до Себе: самоідентифікація людини у філософсько-історичних романах Наталени Королевої та Леоніда Мосендза // Oriens Aliter. – 2018. – № 1. – С. 48–62.
22. Гірняк М. Від музики світу до спраги музики [рецензія на книгу: Домонтович В. Спрага музики : вибрані твори / передм., упоряд. В. Агеєвої. – Київ : Комора, 2017. – 448 с.] / Мар’яна Гірняк // Музична фактура літературного тексту : інтермедіальні студії / за редакцією Світлани Маценки. — Львів : Апріорі, 2017. – С. 213–218.
23. Гірняк М. Етичний вимір людини і вченого: кілька штрихів до портрета Романа Гром’яка // Вертепи долі. Спогади про Романа Гром’яка / упор. З. Лановик, М. Лановик. – Тернопіль : Тернопільський національний педагогічний університет імені Володимира Гнатюка, 2016. – С.506-509.
24. Гірняк М. Інтелектуал своєї епохи (Проблематика творчості Віктора Петрова-Домонтовича) / Мар’яна Гірняк // Дивослово. – 2016. – №9 (714). – С.44 – 51.
25. Гірняк М. Від Притулку до Дому: специфіка часопросторових координат у дилогії Галини Пагутяк «Писар Східних Воріт Притулку» і «Писар Західних Воріт Притулку» / Мар’яна Гірняк // Сучасні літературознавчі студії. Феномен дому в літературознавчій перспективі. Збірник наукових праць. Вип. 13. – К.: Вид. центр КНЛУ, 2016 . – С.138 – 152.
26. Гірняк М. Проблема автора в літературознавчих працях Івана Франка: теоретичний аспект / Мар’яна Гірняк // Вісник Львівського університету. Серія філологічна. – Львів, 2015. – Вип. 62. – С. 125 – 131.
27. Гірняк М. Петров Віктор Платонович / Мар’яна Гірняк // Шевченківська енциклопедія : у 6 т. — Т. 5: Пе–С / НАН України, Ін-т л-ри ім. Т. Г. Шевченка ; редкол. : М. Г. Жулинський (гол.) [та ін.]. — К., 2015. – С. 100-102.
28. Гірняк М. Читання як шлях до себе / Мар’яна Гірняк // Studia methodologica. – Ternopil’, 2015. – Issue Зб. наук. праць пам’яті проф. Р. Гром’яка. – S. 115–123.
29. Гірняк М. Співіснування з іншим у творчості Віктора Петрова-Домонтовича та Юрія Косача / Мар’яна Гірняк // Jahrbuch der Internationalen virtuellen Konferenz der Ukrainistik”Dialog der Sprachen – Dialog der Kulturen. Die Ukraine aus globaler Sicht” Bd. 2014 [Щорічний науковий збірник П’ятої міжнародної науково-практичної Інтернет-конференції з україністики “Діалог мов – діалог культур. Україна і світ” Випуск 2014.] / Herausgegeben von Olena Novikova, Peter Hilkes, Ulrich Schweier. – München – Berlin: Verlag Otto Sagner, 2015. – S. 307–319.
30. Гірняк М. Митець у повістях Тараса Шевченка: образ персонажа та сліди автора в тексті / Мар’яна Гірняк // Тарас Шевченко: Апостол правди і науки : Матеріали міжнародної наукової конференції. – Львів: ЛНУ ім. І. Франка, 2015. – С.220 – 237.
31. Гірняк М. Наративна перспектива іншої свідомості в повісті Галини Пагутяк «Кіт з потонулого будинку» / Мар’яна Гірняк // Науковий вісник Східноєвропейського національного університету імені Лесі Українки. Серія: Філологічні науки. – 2015. – №9 (310). – С.27–33.
32. Гірняк М. Поетика пограниччя у «Книзі снів і пробуджень» Галини Пагутяк / Мар’яна Гірняк // Вісник Львівського університету. Серія філологічна. – 2014. – Вип. 60. – Ч. 2. – С. 330–341.
33. Гірняк М. Особливості хронотопу в романі Ольги Токарчук «Мандрівка Людей Книги» / Мар’яна Гірняк // Діалогічні обертони : наук. збірник на пошану пам’яті професора Нонни Копистянської. – Львів : Інститут Івана Франка НАН України, 2014. – С. 299–309.
34. Гірняк М. Письмо як спосіб комунікації та самоідентифікації (за повістю Оксани Забужко «Інопланетянка») / Мар’яна Гірняк // Studia methodologica. – Ternopil’, 2014. – Issue Narrative Pragmatics. – S.66-72.
35. Гірняк М. Повернення додому [рецензія на книгу: Ільницький М. Вересневі відлуння. Поезії. Переклади /Микола Ільницький. – К. : Видавничий дім «Києво-Могилянська академія», 2011. – 230 с.] / Мар’яна Гірняк // Кур’єр Кривбасу. – 2013. – №281/282/283. – С. 335–341.
36. Гірняк М. Інтелектуал із «часу, як він є» [рецензія на книгу: Петров В. Розвідки [упор. В. Брюховецький] : у 3 т. – К. : Темпора, 2013] / Мар’яна Гірняк // Український журнал. – Прага, 2013. – №7-8. – С.50.
37. Гірняк М. О. Філософія любові в прозі Миколи Хвильового / М. О. Гірняк // Актуальні проблеми слов’янської філології. Серія : лінгвістика і літературознавство : міжвуз. зб. наук ст. – Бердянськ : БДПУ, 2013. – Вип. XXVII. – Ч. 3. – С. 123–132.
38. Гірняк М. Випробування духу: проблема духовності в прозі Миколи Хвильового / Мар’яна Гірняк // Парадигма : зб. Наук. праць. – Львів : Ін-т українознавства ім. І.Крип’якевича НАН України, 2013. – Вип.7. – С.151 – 180.
39. Ільницький М., Гірняк М. Співзвучності та дисонанси, або діалог О. Потебні та Ф. де Сосюра / Микола Ільницький, Мар’яна Гірняк // Studia methodologica. – Вип.34. Теорія літератури і гуманітарні судії : збірник наук. праць з нагоди сімдесятип’ятиріччя д-ра філол. наук, проф., академіка АВШ України Романа Гром’яка / [упор. І.Папуша] . – Тернопіль : ТНПУ, 2012. – С.8–16.
40. Гірняк М. У пошуках Правди (за драматичною поемою Лесі Українки «В катакомбах») / Мар’яна Гірняк // Українка Л. Драми та інтерпретації /Леся Українка / [упор. В.Агеєва]. – К. : Книга, 2011. – С. 167–182.
41. Гірняк М. Феноменологічна концепція Романа Інґардена в контексті теорії літературної комунікації / Мар’яна Гірняк // Studia Ingardeniana. Т.2. Poetyka tekstu literackiego (Поетика художнього тексту) [Teka Komisji Polsko-Ukraińskich Związków Kulturowych. T.VI]. – Lublin : OL PAN, 2011. – S.22 – 31.
42. Гірняк М. Проблема естетичної комунікації в художніх творах і теоретичних працях Богдана Ігоря Антонича / Мар’яна Гірняк // «Мистецтво творять шал і розум». Творчість Богдана Ігоря Антонича: рецепції та інтерпретації : збірник наукових праць (Серія «Українська філологія: школи постаті, проблеми». Вип. 11). – Львів, 2011. – С. 440–452.
43. Гірняк М. Наративна організація «Невеличкої драми» Валер’яна Підмогильного: комунікативні стратегії твору / Мар’яна Гірняк // Парадигма : зб. наук праць. Вип. 6. – Львів : Інститут українознавства ім. І. Крип’якевича НАН України, 2011. – С.92–110.
44. Гірняк М. О. У пошуках координат для власного «я»: проблема ідентичності у прозі Валер’яна Підмогильного / Гірняк М. О. // Наукові праці: Наук.-метод. журнал. – Т. 166. Вип. 154. Філологія. Літературознавство. – Миколаїв : Вид-во ЧДУ ім. Петра Могили, 2011. – С. 41–48.
45. Гірняк М. О. Розуміння і саморозуміння у романі Агатангела Кримського «Андрій Лаговський» / М. О. Гірняк // Маґістеріум. – Вип. 38 : Літературознавчі студії. – К. : Національний університет «Києво-Могилянська академія», 2010. – С. 29–36.
46. Hirnjak M. Das Ich und der Andere – das Identitätsproblem im Werk von Jurij Andruchovyč //Europäische Transformationen von Öffentlichkeit und Privatsphäre in ukrainisch-deutscher Perspektive (von den 1960er Jahren bis heute): Zussammenfassungen der Vorträge (Internationale Tagung an der Westfälischen Wilhelms-Universitäs Münster. 26-29. Jan. 2010). – Münster, 2010. – S.20.
47. Гірняк М. Парадокси «Синдрому парадокса» Катерини Рубан / Мар’яна Гірняк // Україна модерна. – 2010. – №6 (17). – С. 271–274.
48. Гірняк М. Між Сциллою і Харибдою власної ідентичності (за романом Вітольда Ґомбровича «Фердидурке») // Парадигма : зб. наук. праць. Вип. 4. – Львів : Ін-т українознавства ім. І. Крип’якевича НАН України, 2009. – С. 189–209.
49. Гірняк М. Сюжетно-композиційна організація творів В. Домонтовича як вияв авторської функції // Парадигма : зб. наук. праць. Вип. 3. – Львів : Ін-т українознавства ім. І. Крип’якевича НАН України, 2008. – С. 367–391.
50. Гірняк М. Від Себе до Іншого: творення ідентичностей у процесі літературної комунікації // Studia methodologica. – Вип. 24. Новітня теорія літератури і проблеми літературної антропології. – Тернопіль, 2008. – С. 47–53.
51. Гірняк М. Образ автора у збірці Івана Франка «Semper tiro» // Іван Франко: дух, наука, думка, воля: Матеріали Міжнародного наукового конгресу, присвяченого 150-річчю від дня народження Івана Франка (Львів, 27 вересня – 1 жовтня 2006 р.). – Львів : Вид. центр ЛНУ ім. І. Франка, 2008. – Т. 1. – С. 493–504.
52. Гірняк М. Ігри з ідентичністю в романах Юрія Андруховича // Вісник Львівського університету. Сер. філологічна. – 2008. – Вип. 44. – Ч. 1. – С.72–85.
53. Гірняк М. Жанрова парадигма прози В.Петрова-Домонтовича в контексті проблеми авторської самоартикуляції // Studia methodologica. Вип. 19. Теорія літератури. Компаративістика. Україністика: Зб. наук. праць з нагоди 70-річчя проф. Р. Гром’яка. – Тернопіль: Підручники і посібники, 2007. – С.226-236.
54. Гірняк М. Існування на межі, або Екзистенціалістські умонастрої у прозі В.Петрова-Домонтовича //Слово і Час. – 2007. – №8. – С.29-40.
55. Гірняк М. Часопросторові координати інтелектуальної прози Віктора Домонтовича як форма вираження авторської свідомості // Вісник Львівського університету. Сер. філологічна. – 2007. – Вип. 39.– Ч. 1. – С.112-118.
56. Гірняк М. Іронія і самовираження //Іронія: Зб. статей /Упор. О. Галета, Є. Гулевич, З. Рибчинська. – Львів: Літопис; К.: Смолоскип, 2006. – С.66-71.
57. Гірняк М. Сон як модель ір-реального та ір-раціонального існування (на матеріалі інтелектуальної прози В.Домонтовича) //Гуманітарна освіта в технічних вищих навчальних закладах: Зб. наук. праць факультету лінгвістики Гуманітарного інституту Національного авіаційного університету. – К.: ІВЦ Держкомстату України, 2006. – Вип.13. – С.18-29.
58. Гірняк М. Наративні стратегії прози Віктора Петрова-Домонтовича у контексті проблеми авторської присутності в тексті //Літературознавчі обрії. Праці молодих учених. Випуск 12. – К.: Інститут літератури ім. Т. Г. Шевченка НАН України, 2006. – С.65-74.
59. Гірняк М.О. Диверсифікація авторської свідомості в інтелектуальній прозі В.Домонтовича: Автореф. дис… канд. філол. наук: 10.01.06 /Інститут літератури ім.Т.Г.Шевченка НАН України. – Київ, 2006. – 20с.
60. Гірняк М. Ідентичність персонажа як модусу імплікації автора в тексті (на прикладі творчості В. Петрова-Домонтовича) //Актуальні проблеми сучасної філології. Літературознавство: Зб. наук. праць. Вип.ХV /Ред. кол. Поліщук Я.О. та ін. – Рівне: Перспектива, 2005. – С.80-90.
61. Гірняк М.О. Поняття автора й авторської свідомості в контексті термінологічних проблем сучасного літературознавства //Вісник Житомирського державного університету імені Івана Франка. – Житомир, 2005. – Вип.22. – С.168-172.
62. Гірняк М. Автор у тексті: присутність чи зникнення? (на матеріалі інтелектуальної прози В. Петрова-Домонтовича) //Studia methodologica. Вип. 16. Наративні виміри літератури: Матеріали міжнародної конференції з наратології (Тернопіль, 23-24 жовтня 2003р.). /упор. І.В. Папуша. – Тернопіль: Редакційно-видавничий відділ ТНПУ, 2005. – С.93-100.
63. Гірняк М. Гра масок і багатоликість у контексті проблеми авторської ідентичності (на матеріалі інтелектуальної прози Віктора Петрова-Домонтовича) //Літературознавчі обрії. Праці молодих учених. Випуск 9. – К.: Інститут літератури ім. Т.Г. Шевченка НАН України, 2005. – С.41-49.
64. Гірняк М. До проблеми “взаємин” формалізму і В. Петрова-Домонтовича //Матвієнко С. Дискурс формалізму: український контекст (Соло триває… нові голоси. Лекція на пошану Соломії Павличко). – Львів: Літопис, 2004. – С.69-71.
65. Гірняк М. Слово і мовчання: самоусвідомлення через Іншого (на матеріалі інтелектуальної прози В. Петрова-Домонтовича) // Слово і час. – 2004. – №11. – С.28 –36.
66. Гірняк М. У пошуках значень, або Мандрівка лабіринтами думок Умберто Еко //Еко У. Роль читача. Дослідження з семіотики текстів. – Львів: Літопис, 2004. – С.5-20.
67. Гірняк М. Авторська свідомість і наративна ідентичність (на матеріалі інтелектуальної прози В. Домонтовича) //Актуальні проблеми сучасної філології. Літературознавство: Зб. наук. праць. Вип.ХІІІ /Ред. кол. Поліщук Я.О. та ін. – Рівне: Перспектива, 2004. – С.34-40.
68. Гірняк М.О. Авторська свідомість як метатекстуальна категорія //Вісник Житомирського педагогічного університету. – Житомир, 2004. – Вип.15. – С.122-126.
69. Гірняк М. Дзеркало в тексті і текст як дзеркало (на матеріалі інтелектуальної прози В. Петрова-Домонтовича) // Вісник Львівського університету. – 2004. – Вип.33. Серія філологічна. – Ч.1. – С.137-145.